# Essert-Pittet
Essert-Pittet är en ort i kommunen Chavornay i kantonen Vaud i Schweiz. Den ligger cirka 23 kilometer norr om Lausanne. Orten har 217 invånare (2021).
Orten var före den 1 januari 2017 en egen kommun, men inkorporerades då tillsammans med Corcelles-sur-Chavornay in i kommunen Chavornay.